# Václav I. Lehnický
Václav I. Lehnický (polsky Wacław I legnicki, 1316/18? – 2. června 1364) byl lehnicko-břežský kníže pocházející z lehnické větve slezských Piastovců.

## Život
Byl synem lehnicko-břežského knížete Boleslava III. Marnotratného a Markéty, dcery českého krále Václava II. Po dědovi byl také pojmenován. Před rokem 1341 se oženil s Annou, dcerou Kazimíra I. Těšínského. V září 1347 se zúčastnil pražské korunovace Karla IV.
Celý život bojoval s chatrným zdravím a prázdnou pokladnou. Zemřel exkomunikován 2. června 1364 a jeho ostatky byly uloženy v kapli kostela Božího hrobu v Lehnici. Jeho náhrobek je dnes uložen v místní katedrále.